# Eremurus saprjagajevii
Eremurus saprjagajevii är en grästrädsväxtart som beskrevs av Boris Fedtjenko. Eremurus saprjagajevii ingår i släktet Eremurus och familjen grästrädsväxter. Inga underarter finns listade i Catalogue of Life.